# Набережне (Новосибірська область)
Набережне (рос. Набережное) — село у Каргатському районі Новосибірської області Російської Федерації.
Входить до складу муніципального утворення Беркутовська сільрада. Населення становить 1021 особа (2010).

## Історія
Згідно із законом від 2 червня 2004 року органом місцевого самоврядування є Беркутовська сільрада.

## Населення
| 2002 | 2007  | 2010  |
| ---- | ----- | ----- |
| 1109 | ↘1060 | ↘1021 |